# 1985年11月逝世人物列表
1985年逝世人物列表：1月 - 2月 - 3月 - 4月 - 5月 - 6月 - 7月 - 8月 - 9月 - 10月 - 11月 - 12月
1985年11月逝世人物列表，是用于汇总1985年11月期间逝世人物的列表。

## 依日期排序

### 30日
- 周錫年，82岁，香港贸易发展局首任主席。

### 23日
- 沃尔特·詹金斯，67岁，美国政治人物。

### 17日
- 朗诺，72岁，原高棉共和国总统。

### 14日
- 顾维钧，97岁，中华民国外交家。

### 5日
- 阿诺尔德·契科巴瓦，87岁，苏联语言学家、哲学家。